# Streptomycetaceae
Streptomycetaceae is een familie van straalzwammen (bacteriën met schimmelachtige kenmerken) waar ook het geslacht Streptomyces onder valt, een modelgeslacht dat veel werd en wordt gebruikt binnen het onderzoek naar antibiotica, en waar ook de meeste antibiotica van afkomstig zijn. 